# Ivana Španović
Ivana Španović, connue comme Ivana Vuleta entre 2021 et 2023, est une athlète serbe, spécialiste du saut en longueur, née  le 10 mai 1990 à Zrenjanin.
Double championne du monde en salle à Birmingham en 2018 et à Belgrade en 2022, elle remporte en 2023 à Budapest son premier titre mondial en plein air, à 33 ans. Elle a également remporté cinq titres de championne d'Europe (deux en plein air et trois en salles) et plusieurs autres médailles internationales dont une médaille de bronze olympique.

## Carrière

### Carrière chez les jeunes (2005 - 2009)
Ivana Španović naît à Zrenjanin, une ville dans le Nord de la Serbie, de parents sportifs, sa mère étant une ancienne athlète elle-même. Elle commence ainsi l'athlétisme à l'âge de 7 ans, avec pour objectif de remporter plus de médailles et courir plus vite que sa mère.
Sa première participation à une compétition internationale est en 2005, alors encore seulement âgée de 14 ans, aux championnats du monde cadets de Marrakech, compétition regroupant les meilleurs athlètes mondiaux de moins de 18 ans. Alignée sur 100 m et au saut en longueur, elle échoue à se qualifier pour la finale des deux épreuves, se contentant de 12 s 28 (+ 1,6 m/s) et de 5,97 m (+ 2,1 m/s).

L'année suivante, un saut à 6,46 m lui permet de décrocher sa première médaille chez les séniors, à l'occasion des championnats des Balkans en salle. Le 23 juillet, elle remporte son premier titre de championne de Serbie, grâce à un saut à 6,18 m. Sélectionnée pour représenter la Serbie aux championnats du monde juniors de Pékin, elle termine 7e avec 6,26 m.

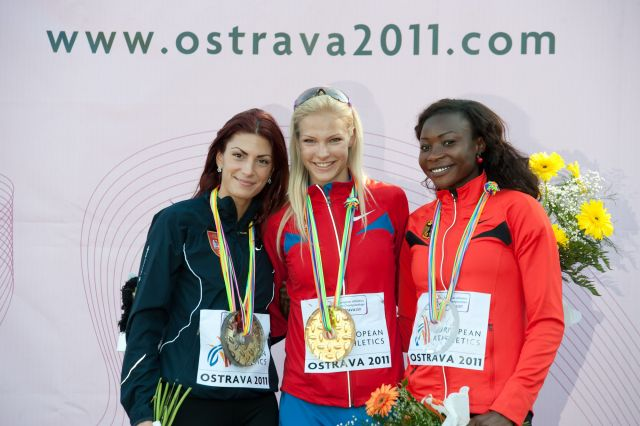
Ivana Spanovic (gauche) en compagnie de Darya Klishina (centre) et Sosthene Moguenara (droite) sur le podium des Championnats d'Europe espoirs de 2011.

Le 14 février 2007, à Moscou, Španović porte son record personnel à 6,53 m. Cette performance lui permet d'être sélectionnée pour participer à ses premiers championnats d'Europe séniors, à 16 ans, avec les championnats d'Europe en salle de Birmingham. Le 2 mars, lors des qualifications des championnats, elle échoue à se qualifier pour la finale, ne réussissant que 6,18 m.
Le 15 juillet 2007, avec un saut à 6,41 m, la Serbe remporte la médaille d'argent des championnats du monde cadets d'Ostrava. Elle est devancée par sa rivale Russe Darya Klishina (6,47 m). Cinq jours plus tard, elle enchaine par une 5e place aux championnats d'Europe juniors d'Hengelo avec 6,22 m, avant de terminer la semaine suivante à la 2e place du Festival olympique de la jeunesse européenne chez elle à Belgrade (6,20 m).
Le 9 février 2008, à Athènes, elle remporte la médaille d'or des championnats des Balkans en salle grâce à un saut à 6,52 m. Le 15 juin, à Senta, elle porte son record personnel à 6,65 m (+ 1,6 m/s), puis se distingue lors des championnats du monde juniors de 2008, à Bydgoszcz, en enlevant le concours de la longueur avec la marque de 6,61 m, succédant à son compatriote Dragutin Topić, titré au saut en hauteur lors des mondiaux juniors de 1990.
Grâce à cette performance, elle est sélectionnée à 18 ans seulement pour représenter la Serbie aux Jeux olympiques de Pékin. Lors des qualifications, le 19 août, elle ne réussit que 6,30 m (+ 1,8 m/s) et échoue à se qualifier pour la finale olympique.
Le 8 juillet 2009, Ivana Španović remporte le titre des Universiades d'été de Belgrade avec 6,64 m, avant de se classer deuxième des Championnats d'Europe juniors de Novi Sad. Devancée par la Russe Darya Klishina, elle établit en finale un nouveau record national sénior de Serbie avec la marque de 6,71 m.

### Passage chez les espoirs (2010 - 2012)
Si elle a participé à des championnats séniors les années précédentes, l'année 2010 signifie pour la Serbe qu'elle concourt désormais chez les « espoirs » (catégorie 20 - 23 ans) et les « séniors ». Le 20 juin 2010, lors des championnats d'Europe par équipes à Belgrade, elle remporte le concours en portant le record de Serbie à 6,78 m (+ 0,9 m/s). Le 28 juillet, elle termine à la 8e place des Championnats d'Europe 2010 de Barcelone avec un saut à 6,60 m.

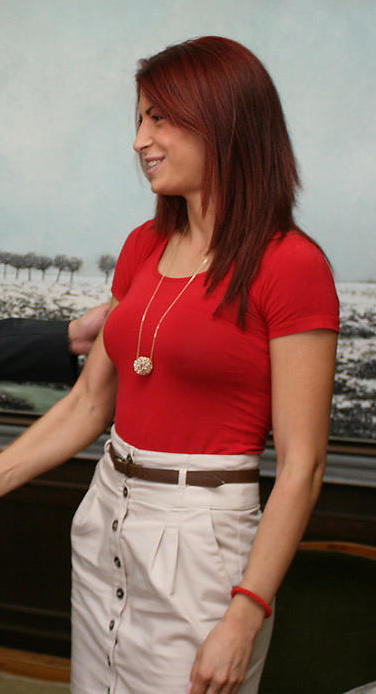
Ivana Španović en 2011.

En 2011, elle commence sa saison par la Doha Diamond League avec une 6e place avec 6,63 m (+ 2,2 m/s). Vainqueure de deux compétitions locales en Serbie, elle revient en ligue de diamant et termine 7e à Rome (6,51 m) et 13e à New York (3,68 m). Par la suite, elle remporte les concours des championnats d'Europe par équipes 2011 à Novi Sad (6,58 m) et des championnats des Balkans de Sliven (6,56 m). Le 17 juillet, la Serbe décroche la médaille d'argent des championnats d'Europe espoirs d'Ostrava (6,74 m) derrière la Russe Darya Klishina (7,05 m).
Elle est sélectionnée pour les championnats du monde de Daegu, mais ne prend pas part à la session de qualifications.
Des pépins physiques à son pied d'appel avaient affectés la Serbe dans ses performances. Elle subit ensuite une fracture de stress à ce pied d'appel, mettant en sérieux doute sa saison 2012. Néanmoins, elle commence sa saison le 16 mai à Daegu avec une performance de 6,36 m. Elle l'améliore successivement à Shanghai avec 6,37 m puis à Sremska Mitrovica avec 6,64 m (+ 1,1 m/s). Championne de Serbie le 17 juin avec 6,50 m (+ 0,7 m/s), elle participe dix jours plus tard aux qualifications des championnats d'Europe 2012 d'Helsinki mais subit un revers en ne réalisant que 6,33 m, insuffisant pour se qualifier pour la finale.
Aux Jeux olympiques de Londres, elle réalise la décevante performance de 6,41 m lors des qualifications, mais à l'étonnement générale, cette mesure lui permet d'obtenir le 11e résultat général, et donc d'intégrer la finale olympique, sa première à 22 ans. Dans une finale ne comptant finalement que 11 athlètes, à la suite de la suspension pour dopage la veille de la Turque Karin Melis Mey, qui s'était qualifiée pour la finale, Ivana Španović ne peut faire mieux que de terminer dernière avec 6,35 m. En novembre 2016 et 2017, à la suite des disqualifications pour dopage de Nastassia Mironchyk-Ivanova et de Anna Nazarova, Španović est reclassée 9e,.

### Saison 2013
À l'issue de sa saison 2012, Ivana Španović décide de quitter sa ville natale de Zrenjanin pour entamer une collaboration à Novi Sad avec Goran Obradović.
Avec Obradović, la progression de la Serbe est observable. Lors de la saison hivernale 2013, Španović améliore plusieurs fois son record, pour le culminer à 6,73 m lors des championnats des Balkans en salle d'Istanbul. Elle réalise par ailleurs quatre autres compétitions, toutes dans les mêmes eaux de performances : 6,63 m à Novi Sad deux fois, et à Linz, et 6,65 m à Novi Sad encore, à l'occasion des championnats nationaux. Le 1er mars, elle saute 6,59 m en qualifications des championnats d'Europe en salle 2013 de Göteborg et se qualifie pour la finale, à laquelle elle termine à la 5e place le lendemain avec 6,68 m, à seulement trois centimètres de la médaille de bronze remportée par la Suédoise Erica Jarder (6,71 m). Le 19 janvier, elle avait d'ailleurs établit un record de Serbie en salle du pentathlon avec 4 240 points.
Lors de la saison estivale, elle se rapproche de son record personnel et national (6,78 m en 2010) avec une performance de 6,76 m (- 0,3 m/s) pour remporter la médaille d'or des championnats des Balkans. Le 10 août 2013, aux championnats du monde de Moscou, elle saute 6,63 m et se qualifie pour sa première finale mondiale. Le lendemain, elle entre dans l'histoire du sport serbe en décrochant la première médaille de la Serbie aux championnats du monde d'athlétisme. Grâce à un saut à 6,82 m (+ 0,1 m/s), record de Serbie, la jeune de Zrenjanin remporte la médaille de bronze derrière l'Américaine Brittney Reese (7,01 m) et la Nigériane Blessing Okagbare (6,99 m),. Sa médaille a attiré l'attention de la jeunesse Serbe sur l'athlétisme.
Vainqueure après les mondiaux du Bauhaus-Galan de Stockholm (6,64 m) puis 3e de la finale de la ligue de diamant 2013 à Zurich (6,73 m), elle termine sa saison par une victoire au DécaNation avec 6,82 m, record égalé, mais trop venté (+ 2,1 m/s).

### Saison 2014

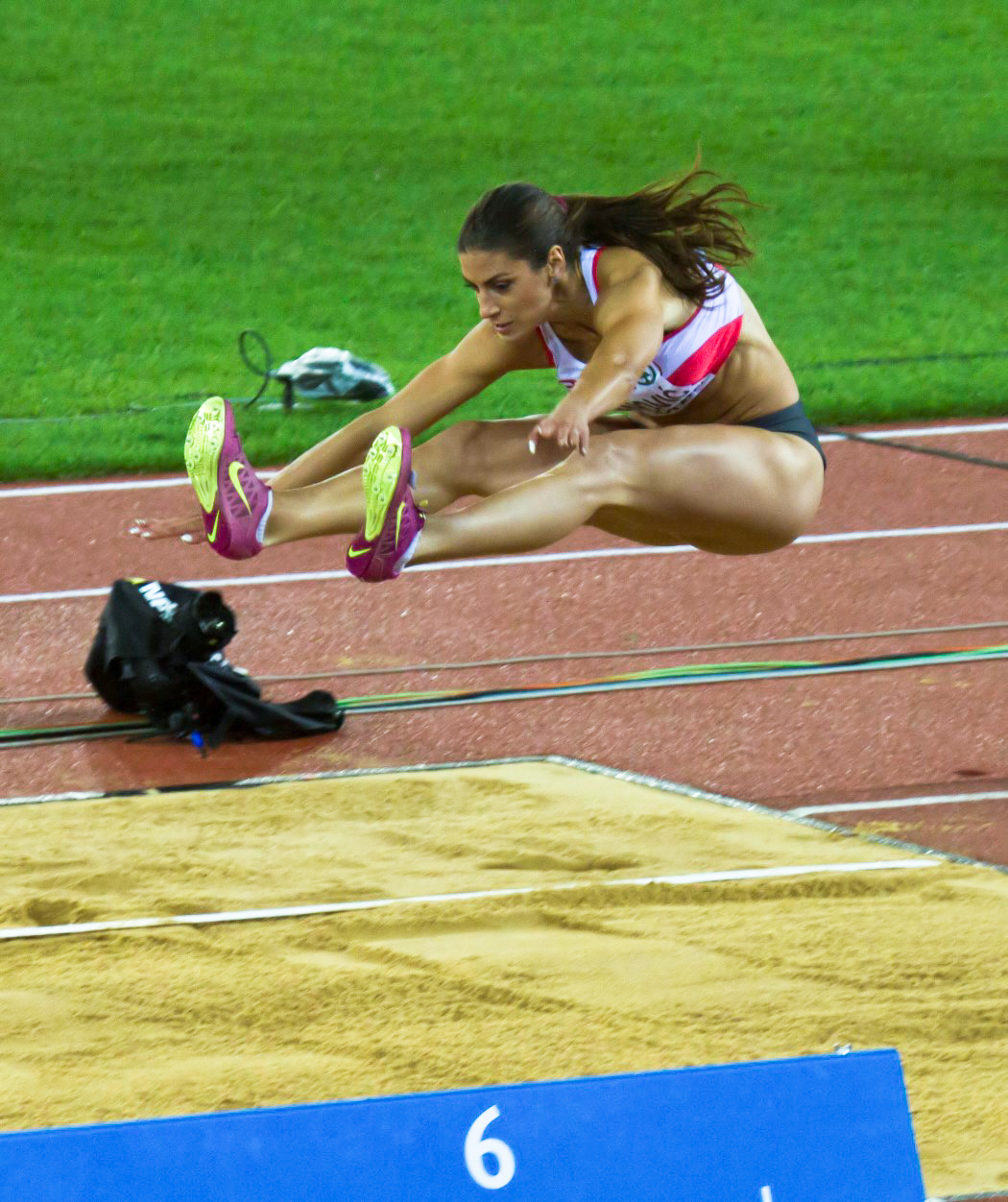
Ivana Španović en finale des championnats d'Europe de Zurich.

En 2014, elle commence sa saison hivernale par une performance de 6,68 m à Novi Sad, le 18 janvier. Vainqueure le 6 février du meeting de Stockholm avec 6,58 m, elle surprend deux semaines plus tard en réalisant 6,92 m lors des championnats des Balkans en salle d'Istanbul, améliorant ainsi son propre record de Serbie en salle de dix-neuf centimètres, et établissant la seconde meilleure performance mondiale de l'année.
Le 9 mars 2014, Ivana Španović décroche sa première médaille lors d'une compétition hivernale, s'emparant de la médaille de bronze des championnats du monde en salle de Sopot. Avec un saut à 6,77 m, elle n'est seulement devancée que par la Française Eloyse Lesueur (6,85 m) et la Britannique Katarina Johnson-Thompson (6,81 m).
Le 18 mai 2014, pour sa première compétition estivale, elle améliore son record de Serbie lors du Shanghai Golden Grand Prix de 3 centimètres, en atteignant la marque de 6,85 m (+ 0,3 m/s).
2 semaines plus tard, elle améliore ce record national par deux fois lors du Prefontaine Classic 2014 à Eugene en retombant à 6,86 m puis 6,88 m (+ 1,5 m/s) et remporte à cette occasion le concours. Le 11 juin, elle termine 5e des Bislett Games d'Oslo avec 6,67 m, puis remporte dix jours plus tard le concours des championnats d'Europe par équipes 2014 à Riga avec 6,58 m (+ 2,0 m/s). Le 5 juillet, elle termine 3e du Meeting de Paris (6,78 m, - 0,6 m/s).
Le 13 août 2014, dans le Stade du Letzigrund de Zurich, Ivana Španović devient vice-championne d'Europe du saut en longueur. Dans des conditions météorologiques difficiles, elle parvient à sauter 6,81 m avec un vent défavorable (- 1,6 m/s) pour remporter l'argent, derrière sa rivale Française Éloyse Lesueur-Aymonin (6,85 m), la tenante du titre.
Deux semaines plus tard, dans ce même stade, Španović remporte la finale de la ligue de diamant avec 6,80 m (+ 0,1 m/s), ce qui lui permet de terminer 2e du classement général derrière l'Américaine Tianna Bartoletta. Elle conclut sa saison par deux autres compétitions, à Zagreb lors du Mémorial Hanžeković où elle termine 2e avec 6,55 m (+ 0,4 m/s) puis à Marrakech lors de la coupe continentale 2014 où elle saute sous les couleurs de l'Europe, et termine à nouveau à la seconde place avec 6,56 m (- 0,1 m/s), à nouveau derrière la Française Éloyse Lesueur-Aymonin (6,66 m).

### Saison 2015
Le 31 janvier 2015, Ivana Španović établit un record de Serbie en salle du 60 m en 7 s 31. La semaine suivante, elle réalise le doublé 60 m / saut en longueur aux championnats nationaux, avec respectivement 7 s 36 et 6,78 m. Le 25 février, elle remporte le meeting de Malmö avec 6,83 m, la mettant ainsi en confiance à moins de deux semaines des Championnats d'Europe en salle de Prague.
Aux championnats d'Europe en salle de Prague, le 7 mars, elle remporte la médaille d'or en écrasant le concours avec un saut à 6,98 m, record de Serbie en salle. À 24 ans, la Serbe remporte son premier titre majeur, et devance sur le podium l'Allemande Sosthene Moguenara (6,83 m) et la Roumaine Florentina Marincu (6,79 m).
Lors de la saison estivale, elle débute par la Doha Diamond League, le 15 mai, et termine 6e du concours avec 6,76 m (+ 0,6 m/s). Absente des pistes jusqu'au 1er juillet, elle remporte ce jour-là une compétition à Velenje avec 6,80 m (+ 0,2 m/s), sa meilleure performance de la saison, avant de l'améliorer à 6,87 m (+ 0,2 m/s) lors du Meeting Herculis de Monaco, à seulement 1 centimètre de son record national.
En août suivant, elle se classe troisième des championnats du monde 2015 de Pékin avec 7,01 m réalisés par deux fois (premiers et sixièmes essais). C'est la première fois que la Serbe dépasse la barrière des 7 mètres. Elle est devancée par l'Américaine Tianna Bartoletta (7,14 m) et la Britannique Shara Proctor (7,07 m). Une semaine plus tard, elle s'impose lors du DN Galan de Stockholm avec 7,02 m, nouveau record.

### Saison 2016
Le 19 mars 2016, Španović est à nouveau médaillée lors d'un championnat mondial en acquérant la médaille d'argent lors des championnats du monde en salle de Portland avec une marque de 7,07 m, nouveau record national en salle. Elle est devancée par Brittney Reese (7,22 m) mais devance la Britannique Lorraine Ugen (6,93 m). Avec ses 7,07 m, la Serbe établit la 9e meilleure performance mondiale de tous les temps en salle.
Le 8 juillet, la Serbe décroche son 1er titre continental en plein air à l'occasion des Championnats d'Europe d'Amsterdam où elle s'impose avec un saut à 6,94 m, devançant sur le podium la Britannique Jazmin Sawyers (6,86 m) et l'Allemande Malaika Mihambo (6,65 m). Le 18 août, Ivana participe à la finale des Jeux olympiques de Rio où, avec 7,08 m (record national), elle décroche la médaille de bronze. Devancée par les Américaines Tianna Bartoletta (7,17 m) et Brittney Reese (7,15 m), la Serbe glane ainsi sa 8e médaille internationale en trois ans.
Quelques jours après les Jeux olympiques de Rio, elle s'impose à l'Athletissima de Lausanne avec un bond à 6,83 m puis récidive deux jours plus tard au Meeting de Paris avec 6,90 m devant Lorraine Ugen (6,80 m) et Ksenija Balta (6,75 m). Elle continue par une victoire au Mémorial Hanžeković avec un saut à 7,03 m, toutefois aidée d'un vent trop élevé (+ 2,3 m/s) puis clôt sa saison le 11 septembre à Belgrade où elle établit un record de Serbie avec 7,10 m.

### Saison 2017

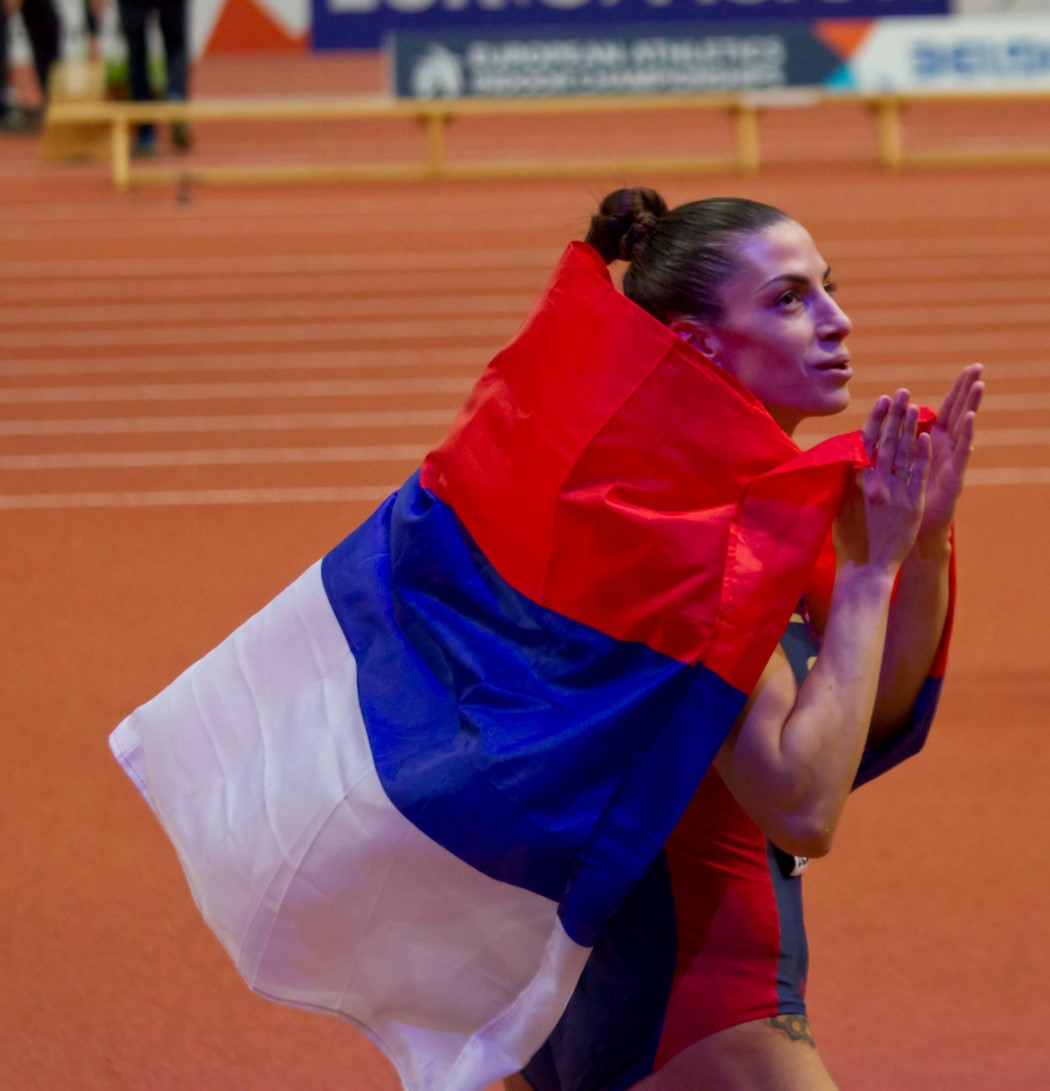
Ivana Španović fêtant son titre aux championnats d'Europe en salle de Belgrade.

Ivana Španović ouvre sa saison 2017 le 10 février à l'ISTAF indoor Berlin où elle inscrit une nouvelle victoire avec un saut à 6,87 m, meilleure performance mondiale de l'année. Elle porte cette marque lors des Championnats des Balkans avec 6,96 m puis en qualifications des Championnats d'Europe en salle de Belgrade, devant son public, avec un saut à 7,03 m.
Le lendemain, la Serbe ouvre son concours par un saut mordu puis établit au 2d essai une MPMA et un record national en salle avec 7,16 m, établissant la 6e meilleure performance mondiale de tous les temps en salle. Lors de l'essai suivant, elle réussit un saut qui semble visiblement plus loin. Dans un silence immense et long, la performance de Španović arrive et affiche 7,24 m, faisant d'elle désormais la 3e performance « all-time » derrière Heike Drechsler (7,37 m) et Galina Chistyakova (7,30 m). Elle continue avec un saut à 7,17 m puis deux autres mordus. Elle remporte le titre européen, devant Lorraine Ugen (6,97 m) et Claudia Salman-Rath (6,94 m). 24 heures après son titre, son coach déclare que le plan de la Serbe sera de battre le record du monde en salle d'ici 2020.
Le 15 mai, elle se blesse à la jambe gauche et doit avoir besoin de deux semaines d'arrêt. Elle annule sa participation au Prefontaine Classic de Eugene et aux Bislett Games d'Oslo, mais sera prête pour les Championnats du monde de Londres. Lors de ces mondiaux, le 11 août, elle échoue au pied du podium avec 6,96 m, à seulement 1 centimètre de l'Américaine Tianna Bartoletta. Au 6e essai, la Serbe réalise un saut à plus de 7,02 m (marque pour l'or) mais l'écran n'affiche que 6,91 m : en effet, elle perd le titre à cause de son dossard qui laisse une trace bien avant les 7 mètres,. C'est la première fois depuis les mondiaux de 2013 que Španović ne remporte pas de médaille dans une quelconque compétition internationale.

### Saison 2018
Ivana Španović commence la saison 2018 à Karlsruhe le 3 février où elle réalise une performance mitigée de 6,61 m (3e place), qui sera son seul saut validé du concours. Trois jours plus tard, à Düsseldorf, elle prend sa revanche et établit la meilleure performance mondiale de l'année avec 6,77 m. Le 21 février, à Belgrade, elle améliore la meilleure performance mondiale de l'année à 6,93 m.
Le 4 mars, dans la Barclaycard Arena de Birmingham, Ivana Španović connaît à 27 ans sa première consécration mondiale : avec un saut à 6,96 m, meilleure performance mondiale de l'année, elle remporte la médaille d'or de la finale des championnats du monde en salle, devant l'Américaine tenante du titre Brittney Reese (6,89 m) et l'Allemande Sosthene Moguenara (6,85 m). Elle remporte ainsi le premier titre de l'histoire de la Serbie aux championnats du monde en salle.
Le 26 mai, elle commence sa saison en plein air à Athènes, et remporte le concours avec 6,98 m, malgré un vent trop élevé (+ 2,5 m/s). Elle réalise 6,92 m (+ 2,0 m/s) de façon légale. Deux semaines plus tard, au Bauhaus-Galan de Stockholm, elle poursuit avec une 4e avec 6,81 m. Le 27 juin, la Serbe remporte sa première médaille d'or aux Jeux méditerranéens, à Tarragone, avec un saut non homologué (+ 2,2 m/s) à 7,04 m. Elle égale avec vent régulier (+ 1,8 m/s) la meilleure performance mondiale de l'année détenue par l'Allemande Malaika Mihambo avec 6,99 m. Španović, qui améliore par ailleurs le record des Jeux, devance sur le podium deux Espagnoles, Juliet Itoya (6,83 m) et Fatima Diame (6,68 m).
Le 5 juillet, elle est battue aux essais par Malaika Mihambo lors de l'Athletissima de Lausanne : sautant 6,90 m toutes les deux, l'Allemande bénéficie d'un second meilleur saut (6,70 m) face à la Serbe (6,62 m). Aux championnats d'Europe de Berlin, la Serbe réalise le meilleur saut des qualifications avec 6,84 m, mais se blesse et est contrainte de déclarer forfait pour la finale. Elle souffre d'une rupture du tendon d'Achille.
Le 3 mars 2019, Ivana Spanovic glane son troisième titre européen en salle à Glasgow grâce à un saut à 6,99 m, meilleure performance mondiale de la saison hivernale. Elle devance sur le podium la Biélorusse Nastassia Mironchyk-Ivanova (6,93 m) et l'Ukrainienne Maryna Bekh-Romanchuk (6,84 m).
Le 4 septembre, elle est contrainte de déclarer forfait pour les championnats du monde de Doha en raison d'une blessure à un tendon d'Achille contractée au meeting de Berlin une semaine auparavant. Elle annonce vouloir récupérer pleinement pour se projeter le plus rapidement possible sur les Jeux Olympiques de Tokyo où elle visera le podium. Aux Jeux de Tokyo, la Serbe termine à la 4e place avec 6,96 m.

### Titre mondial en salle à domicile et titre européen à Munich (2022)

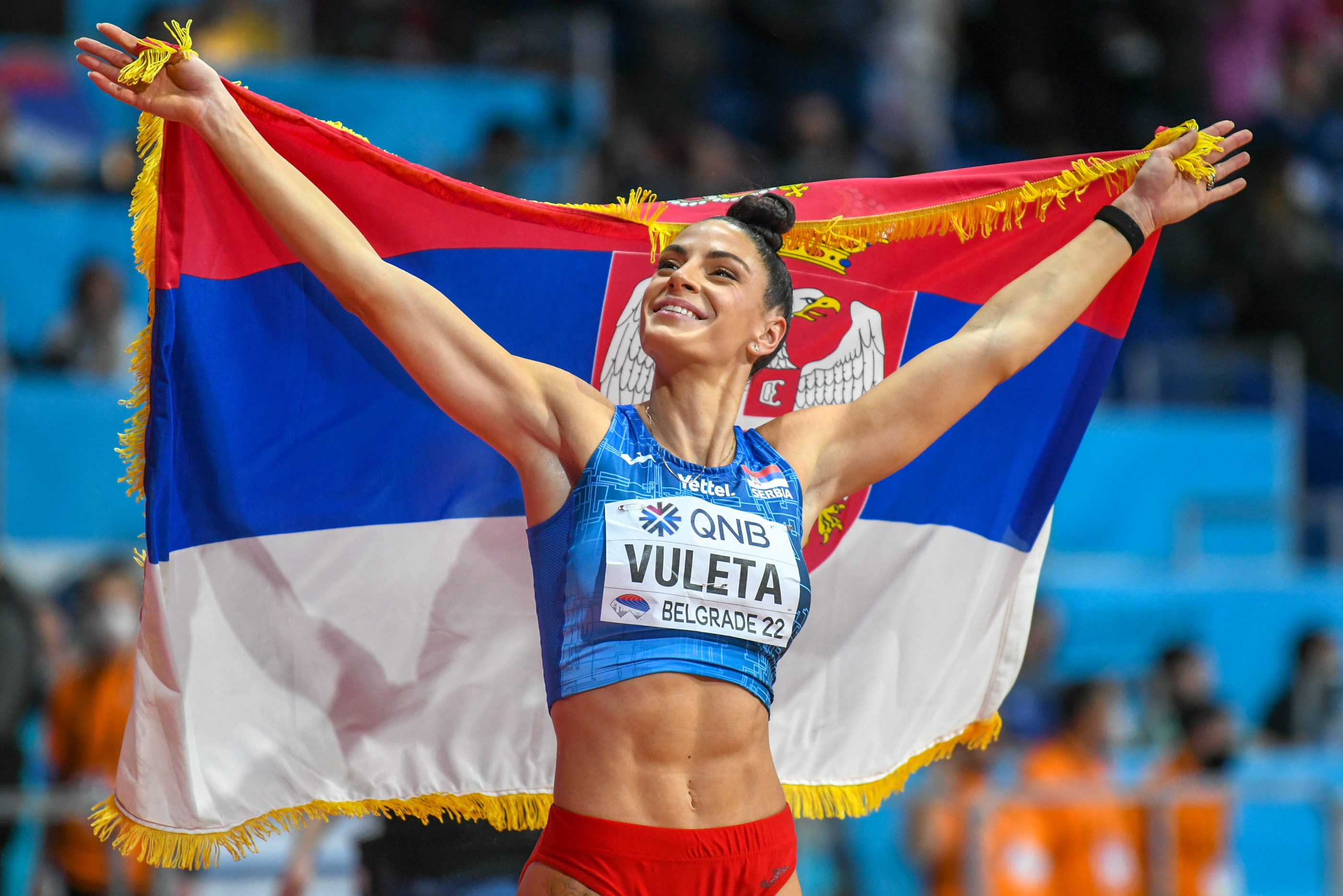
En 2022 lors des championnats du monde en salle.

Le 20 mars 2022, Ivana Vuleta remporte à domicile les championnats du monde en salle de Belgrade. Auteure d'un saut à 7,06 m, meilleure performance mondiale de l'année et meilleur saut pour elle depuis 2017, elle décroche la seule médaille serbe de la compétition, qui était par ailleurs la plus attendue. Elle devance Ese Brume (6,85), 3e devant elle à Tokyo l'an passé, et la Britannique Lorraine Ugen (6,82).
Le 18 août à Munich, elle devient championne d'Europe en plein air pour la deuxième fois de sa carrière avec un bond à 7,06 m, devançant de 3 cm la favorite Malaika Mihambo

### Championne du monde en plein air à Budapest (2023)
Le 20 août 2023, Vuleta s'adjuge enfin le titre mondial en plein air à l'occasion des championnats du monde de Budapest, après ses deux médailles de bronze de 2013 et 2015. En finale, elle prend largement la tête du concours dès son deuxième essai avec 7,05 m, avant d'atteindre 7,14 m à son cinquième saut , constituant ainsi un nouveau record national en plein air et la meilleure performance mondiale de l'année.

## Récompenses
- Meilleure athlète féminine serbe espoir de l'année 2008.

## Vie privée
Elle détient un diplôme en architecture.
Elle est passionnée de mode, et est fan du style vestimentaire de Blanka Vlašić et Lolo Jones.
Elle se marie en septembre 2021 avec Marko Vuleta, et concourt sous ce nom à compter de la saison 2022. Ils divorcent en décembre 2023 et Ivana reprend à compter de la saison 2024 son nom de jeune fille en compétition.

## Palmarès
| Date | Compétition                          | Lieu             | Résultat | Épreuve     | Marque  |
| ---- | ------------------------------------ | ---------------- | -------- | ----------- | ------- |
| 2006 | Championnats des Balkans en salle    | Péania           | 3e       | Longueur    | 6,46 m  |
| 2006 | Coupe d'Europe des nations           | Novi Sad         | 3e       | 100 m       | 12 s 10 |
| 2006 | Coupe d'Europe des nations           | Novi Sad         | 2e       | Longueur    | 6,24 m  |
| 2006 | Championnats du monde juniors        | Pékin            | 7e       | Longueur    | 6,23 m  |
| 2007 | Coupe d'Europe des nations           | Milan            | 4e       | Longueur    | 6,37 m  |
| 2007 | Championnats du monde cadets         | Ostrava          | 2e       | Longueur    | 6,41 m  |
| 2007 | Championnats d'Europe juniors        | Hengelo          | 5e       | Longueur    | 6,22 m  |
| 2007 | Fest. olympique de la jeunesse euro. | Belgrade         | 2e       | Longueur    | 6,20 m  |
| 2007 | Fest. olympique de la jeunesse euro. | Belgrade         | 3e       | 4 x 100 m   | 46 s 85 |
| 2008 | Championnats des Balkans en salle    | Athènes          | 1re      | Longueur    | 6,52 m  |
| 2008 | Coupe d'Europe des nations           | Istanbul         | 3e       | Longueur    | 6,48 m  |
| 2008 | Championnats du monde juniors        | Bydgoszcz        | 1re      | Longueur    | 6,61 m  |
| 2009 | Championnats des Balkans en salle    | Le Pirée         | 2e       | Longueur    | 6,32 m  |
| 2009 | Championnats d'Europe par équipes    | Bergen           | 5e       | Longueur    | 6,29 m  |
| 2009 | Universiade                          | Belgrade         | 1re      | Longueur    | 6,64 m  |
| 2009 | Championnats d'Europe juniors        | Novi Sad         | 2e       | Longueur    | 6,71 m  |
| 2010 | Championnats d'Europe par équipes    | Belgrade         | 1re      | Longueur    | 6,78 m  |
| 2010 | Championnats d'Europe                | Barcelone        | 8e       | Longueur    | 6,60 m  |
| 2011 | Championnats d'Europe par équipes    | Novi Sad         | 1re      | Longueur    | 6,58 m  |
| 2011 | Championnats d'Europe par équipes    | Novi Sad         | 4e       | Triple saut | 13,54 m |
| 2011 | Championnats des Balkans             | Sliven           | 1re      | Longueur    | 6,56 m  |
| 2011 | Championnats d'Europe espoirs        | Ostrava          | 2e       | Longueur    | 6,74 m  |
| 2012 | Jeux olympiques                      | Londres          | 8e       | Longueur    | 6,35 m  |
| 2013 | Championnats des Balkans en salle    | Istanbul         | 2e       | 60 m        | 7 s 54  |
| 2013 | Championnats des Balkans en salle    | Istanbul         | 1re      | Longueur    | 6,73 m  |
| 2013 | Championnats d'Europe en salle       | Göteborg         | 5e       | Longueur    | 6,68 m  |
| 2013 | Championnats des Balkans             | Stara Zagora     | 1re      | Longueur    | 6,76 m  |
| 2013 | Championnats du monde                | Moscou           | 3e       | Longueur    | 6,82 m  |
| 2014 | Championnats des Balkans en salle    | Istanbul         | 1re      | Longueur    | 6,92 m  |
| 2014 | Championnats du monde en salle       | Sopot            | 3e       | Longueur    | 6,77 m  |
| 2014 | Championnats d'Europe par équipes    | Riga             | 3e       | 100 m       | 11 s 94 |
| 2014 | Championnats d'Europe par équipes    | Riga             | 1re      | Longueur    | 6,58 m  |
| 2014 | Championnats d'Europe par équipes    | Riga             | 1re      | Triple saut | 13,50 m |
| 2014 | Championnats d'Europe                | Zurich           | 2e       | Longueur    | 6,81 m  |
| 2014 | Ligue de diamant                     | Ligue de diamant | 2e       | Longueur    | détails |
| 2014 | Coupe continentale                   | Marrakech        | 2e       | Longueur    | 6,56 m  |
| 2015 | Championnats d'Europe en salle       | Prague           | 1re      | Longueur    | 6,98 m  |
| 2015 | Championnats du monde                | Pékin            | 3e       | Longueur    | 7,01 m  |
| 2015 | Ligue de diamant                     | Ligue de diamant | 2e       | Longueur    | détails |
| 2016 | Championnats des Balkans en salle    | Istanbul         | 1re      | Longueur    | 6,78 m  |
| 2016 | Championnats du monde en salle       | Portland         | 2e       | Longueur    | 7,07 m  |
| 2016 | Championnats d'Europe                | Amsterdam        | 1re      | Longueur    | 6,94 m  |
| 2016 | Jeux olympiques                      | Rio de Janeiro   | 3e       | Longueur    | 7,08 m  |
| 2016 | Ligue de diamant                     | Ligue de diamant | 1re      | Longueur    | détails |
| 2017 | Championnats des Balkans en salle    | Belgrade         | 1re      | Longueur    | 6,96 m  |
| 2017 | Championnats d'Europe en salle       | Belgrade         | 1re      | Longueur    | 7,24 m  |
| 2017 | Championnats du monde                | Londres          | 4e       | Longueur    | 6,96 m  |
| 2017 | Ligue de diamant                     | Ligue de diamant | 1re      | Longueur    | 6,70 m  |
| 2018 | Championnats du monde en salle       | Birmingham       | 1re      | Longueur    | 6,96 m  |
| 2018 | Jeux méditerranéens                  | Tarragone        | 1re      | Longueur    | 7,04 m  |
| 2019 | Championnats d'Europe en salle       | Glasgow          | 1re      | Longueur    | 6,99 m  |
| 2021 | Jeux olympiques                      | Tokyo            | 4e       | Longueur    | 6,91 m  |
| 2021 | Ligue de diamant                     | Ligue de diamant | 1re      | Longueur    |         |
| 2022 | Championnats du monde en salle       | Belgrade         | 1re      | Longueur    | 7,06 m  |
| 2022 | Championnats du monde                | Eugene           | 7e       | Longueur    | 6,84 m  |
| 2022 | Championnats d'Europe                | Munich           | 1re      | Longueur    | 7,06 m  |
| 2022 | Ligue de diamant                     | Ligue de diamant | 1re      | Longueur    |         |
| 2023 | Championnats d'Europe en salle       | Istanbul         | 3e       | Longueur    | 6,91 m  |
| 2023 | Championnats du monde                | Budapest         | 1re      | Longueur    | 7,14 m  |
| 2023 | Ligue de diamant                     | Ligue de diamant | 1re      | Longueur    | 6,85 m  |

## Records
| Épreuve          | Épreuve   | Marque      | Lieu     | Date         |
| ---------------- | --------- | ----------- | -------- | ------------ |
| Saut en longueur | Plein air | 7,14 m (NR) | Budapest | 20 août 2023 |
| Saut en longueur | En salle  | 7,24 m (NR) | Belgrade | 5 mars 2017  |

### Meilleures performances par année
| Année | Marque | Date              | Lieu              | Rang |
| ----- | ------ | ----------------- | ----------------- | ---- |
| 2005  | 6,43 m | 30 juillet 2005   | Trípoli           | 101  |
| 2006  | 6,38 m | 11 juin 2006      | Novi Sad          | 126  |
| 2007  | 6,41 m | 15 juillet 2006   | Ostrava           | 132  |
| 2008  | 6,65 m | 15 juin 2008      | Senta             | 47   |
| 2009  | 6,71 m | 24 juillet 2009   | Novi Sad          | 33   |
| 2010  | 6,78 m | 20 juin 2010      | Belgrade          | 20   |
| 2011  | 6,71 m | 17 juillet 2011   | Ostrava           | 33   |
| 2012  | 6,64 m | 3 juin 2012       | Sremska Mitrovica | 52   |
| 2013  | 6,82 m | 11 août 2013      | Moscou            | 12   |
| 2014  | 6,88 m | 30 mai 2014       | Eugene            | 8    |
| 2015  | 7,02 m | 3 septembre 2015  | Zürich            | 3    |
| 2016  | 7,10 m | 11 septembre 2016 | Belgrade          | 4    |
| 2017  | 6,96 m | 11 août 2017      | Londres           | 4    |
| 2018  | 6,99 m | 27 juin 2018      | Tarragone         | 2    |
| 2019  | 6,85 m | 18 août 2019      | Birmingham        | 12   |
| 2020  | 6,80 m | 6 juin 2020       | Novi Sad          | 5    |
| 2021  | 7,00 m | 1er août 2021     | Tokyo             | 6    |
| 2022  | 7,06 m | 18 août 2022      | Munich            | 3    |

| Année | Marque | Date            | Lieu       | Rang |
| ----- | ------ | --------------- | ---------- | ---- |
| 2005  | 6,01 m | 12 février 2005 | Belgrade   | —    |
| 2006  | 6,48 m | 5 février 2006  | Budapest   | 45   |
| 2007  | 6,53 m | 14 février 2008 | Moscou     | 26   |
| 2008  | 6,52 m | 9 février 2008  | Péania     | 30   |
| 2009  | 6,47 m | 14 février 2009 | Budapest   | 38   |
| 2010  | —      | —               | —          | —    |
| 2011  | 6,34 m | 19 février 2011 | Rijeka     | 74   |
| 2012  | —      | —               | —          | —    |
| 2013  | 6,73 m | 23 février 2013 | Istanbul   | 7    |
| 2014  | 6,92 m | 22 février 2014 | Istanbul   | 3    |
| 2015  | 6,98 m | 7 mars 2015     | Prague     | 2    |
| 2016  | 7,07 m | 18 mars 2016    | Portland   | 2    |
| 2017  | 7,24 m | 5 mars 2017     | Belgrade   | 1    |
| 2018  | 6,96 m | 4 mars 2018     | Birmingham | 1    |
| 2019  | 6,99 m | 3 mars 2019     | Glasgow    | 1    |
| 2020  | —      | —               | —          | —    |
| 2021  | 6,75 m | 20 février 2021 | Istanbul   | 7    |
| 2022  | 7,06 m | 20 mars 2022    | Belgrade   | 1    |